# コカコーラ×スペースシャワー CHOICE
「コカコーラ×スペースシャワー CHOICE」（コカコーラ・スペースシャワー・チョイス）は、スペースシャワーTVの番組『ゴゴイチ! 〜SPACE SHOWER CHART SHOW〜』内のコーナーである。2003年4月に『ゴゴイチ!』がスタートし、同時にこのコーナーもスタートした。『ゴゴイチ!』は2006年3月で終了したため、このコーナーも終了した。

## 概要
- 視聴者が選ぶミュージックビデオのランキングを月に1回発表。
- 1位になった楽曲へ投票したの中から抽選で該当アーティストグッズをプレゼント。
- 対象楽曲はウェブサイト上で発表される。
- このランキングはSPACE SHOWER Music Video Awardsの「BEST YOUR CHOICE」にも反映される。

## VJ

### 現在のVJ
- 岡田茉奈（2005年7月から終了まで）

### 過去にVJだった人
- 山野ゆり（2005年4月から6月まで）
- 小阪由佳（2004年6月から2005年3月まで）
- 鈴木繭菓（コーナー開始時から2004年5月まで）
- 金子貴俊（コーナー開始時から2004年3月まで）

### ナレーション
- 鈴木千尋（2005年5月から終了まで）
- くまいもとこ（コーナー開始時から2005年4月まで）

## 歴代の月間1位

### 2003年
- 4月：矢井田瞳「孤独なカウボーイ」
- 5月：平井堅「LIFE is... 〜another story〜」
- 6月：RIP SLYME「JOINT」
- 7月：サザンオールスターズ「涙の海で抱かれたい 〜SEA OF LOVE〜」
- 8月：KICK THE CAN CREW「性コンティニュー」
- 9月：KICK THE CAN CREW「GOOD MUSIC」
- 10月：ゆず「歩行者優先」
- 11月：CHEMISTRY「YOUR NAME NEVER GONE」
- 12月：KICK THE CAN CREW「脳内VACATION」

### 2004年
- 1月：スピッツ「スターゲイザー」
- 2月：L'Arc〜en〜Ciel「READY STEADY GO」
- 3月：RIP SLYME「Dandelion」
- 4月：ASIAN KUNG-FU GENERATION「サイレン」
- 5月：ASIAN KUNG-FU GENERATION「ループ&ループ」
- 6月：氣志團「結婚闘魂行進曲「マブダチ」」
- 7月：BUMP OF CHICKEN「オンリー ロンリー グローリー」
- 8月：GLAY「Blue Jean」
- 9月：東京事変「群青日和」
- 10月：RIP SLYME「黄昏サラウンド」
- 11月：サザンオールスターズ「愛と欲望の日々」
- 12月：（不明）

### 2005年
- 1月：YUKI「JOY」
- 2月：（不明）
- 3月：aiko「Smooch!」
- 4月：L'Arc〜en〜Ciel「New World」
- 5月：L'Arc〜en〜Ciel「叙情詩」
- 6月：Dragon Ash「crush the window」
- 7月：BUMP OF CHICKEN「プラネタリウム」
- 8月：（不明）
- 9月：（不明）
- 10月：HYDE「COUNTDOWN」
- 11月：BUMP OF CHICKEN「supernova」
- 12月：BUMP OF CHICKEN「カルマ」

### 2006年
- 1月：ストレイテナー「Melodic Storm」
- 2月：HYDE「SEASON'S CALL」
- 3月：レミオロメン「太陽の下」